# Xylophanes chiron
Xylophanes chiron is een vlinder uit de familie pijlstaarten (Sphingidae). De spanwijdte bedraagt tussen de 77 en 81 millimeter.
De vlinder komt voor van Mexico tot Noord-Argentinië en in Guadeloupe en Martinique. Ook is de soort weleens in Nederland waargenomen, waarschijnlijk als rups meegevoerd vanuit zijn natuurlijke verspreidingsgebied.
De rupsen hebben planten uit de sterbladigenfamilie als waardplant.